# Atletisme als Jocs Olímpics d'Estiu de 1900 - 200 metres masculins
La prova dels 200 metres masculins va ser una de les proves d'atletisme que es va dur a terme als Jocs Olímpics de París de 1900. La prova es va córrer el 22 de juliol i hi prengueren part vuit atletes representants de set països. Era la primera vegada que es disputava aquesta prova en uns Jocs Olímpics. Les curses tenien lloc en una pista de 500 m de circumferència.

## Medallistes
| Or               | Plata            | Bronze         |
| Walter Tewksbury | Norman Pritchard | Stanley Rowley |

## Rècords
Aquests eren els rècords del món i olímpic (en segons) que hi havia abans de la celebració dels Jocs Olímpics de 1900.
| Rècord del Món | 21,4 (*)   | Jim Maybury | Chicago (USA) | 5 de juny de 1897 |
| Rècord Olímpic | inexistent | inexistent  | inexistent    | inexistent        |

(*) no oficial 220 iardes (= 201,17 m)
William Holland va fer el primer Rècord Olímpic en guanyar la primera sèrie de la primera ronda, amb 24,0". A la final Walter Tewksbury el rebaixà deixant-lo en 22,2".

## Resultats

### Primera ronda
A la primera ronda hi hagué dues sèries. Els dos primers de cada una d'elles passen a la final.
Sèrie 1
| Posició | Atleta                | Temps      |
| ------- | --------------------- | ---------- |
| 1       | William Holland       | 24,0"      |
| 2       | Norman Pritchard      | desconegut |
| 3       | Adolphe Klingelhoefer | desconegut |
| 4       | Ernő Schubert         | desconegut |

La primera sèrie va ser guanyada fàcilment per Holland.
Sèrie 2
| Posició | Atleta            | Temps      |
| ------- | ----------------- | ---------- |
| 1       | Stanley Rowley    | 25,0"      |
| 2       | Walter Tewksbury  | desconegut |
| 3       | Yngvar Bryn       | desconegut |
| 4       | Albert Werkmüller | desconegut |

Rowley supera Tewksbury per aproximadament un peu, quedant els altres dos atletes més endarrerits.

### Final
| Posició | Atleta           | Temps        |
| ------- | ---------------- | ------------ |
| Or      | Walter Tewksbury | 22,2"        |
| Plata   | Norman Pritchard | 22,8" (est.) |
| Bronze  | Stanley Rowley   | 22,9" (est.) |
| 4       | William Holland  | 22,9" (est.) |

Holland, que havia estat el més ràpid a les rondes preliminars, acaba en última posició a la final, tot i superar en més d'un segon el seu temps. Tewksbury supera Pritchard a la segona meitat de la cursa i es fa amb una medalla d'or i rècord del món de l'especialitat.